# کمان‌باله‌چهره‌ها
کمان‌باله‌چهره‌ها (نام علمی: Amiopsis) نام یک سرده از تیره کمان‌باله‌ماهیان است.